# Dona Flor e Seus Dois Maridos
Dona Flor e Seus Dois Maridos é um dos romances mais conhecidos do escritor brasileiro Jorge Amado, membro da Academia Brasileira de Letras, que o lançou em junho de 1966 e fora levado com êxito ao cinema, ao teatro e à televisão.
Alternando palavras e descrições extremamente realistas da vida boêmia da Salvador dos anos 40, com passagens mais amenas sobre comida e remédios, o livro é um extenso e nostálgico painel do cotidiano e do passado da vida baiana.

## Enredo
O romance se inicia com a morte de Vadinho, um boêmio, jogador e alcoólatra que morre subitamente em pleno carnaval de rua, vestido de baiana. Deixa viúva Dona Flor, a quem explorava e que, apesar da vida desregrada do marido, era apaixonada por ele. Na primeira parte do livro são contados os excessos de Vadinho e de todos os companheiros boêmios que o cercavam. 
Em contraste com esse ambiente decadente e de maus costumes contado em detalhes pelo autor, na segunda parte do livro é a vida pacata de Dona Flor que passa a ser retratada. É descrito como ela ganha a vida ensinando culinária na escola de sua propriedade "Sabor & Arte". Intercalando as aulas de culinária, há os suspiros da viúva pelo marido morto, que se lembra, cada vez mais constantemente, das qualidades de ótimo amante de Vadinho e dos poucos momentos de luxo que lhe propiciara, quando ganhava no jogo. Ao mesmo tempo, ela é cortejada por um pretendente, Teodoro, um farmacêutico pacato e religioso. Os dois acabam se casando. Mas, de idade um pouco avançada e bastante conservador, ele não consegue satisfazer Dona Flor, que cada vez mais se lembra de Vadinho. 
Na terceira parte, os acontecimentos se atropelam e assumem um estilo do realismo fantástico, quando o espírito de Vadinho (que era filho de Exu) retorna e passa a atormentar Dona Flor. Somente ela vê Vadinho que, quando está com Dona Flor, parece ser capaz de realizar as mesmas coisas que fazia na cama quando estava vivo. Dona Flor hesita entre se manter fiel ao novo marido ou ceder ao espírito do primeiro.

## Capítulos
I – Da morte de Vadinho, primeiro marido de Dona Flor, do velório e do enterro de seu corpo (ao cavaquinho o sublime Carlos Mascarenhas).

Intervalo – Breve notícia (aparentemente desnecessária) da polêmica travada em torno da autoria de anônimo poema a circular, de botequim em botequim, no qual o poeta chorava a morte de Vadinho – revelando-se aqui e por fim a verdadeira identidade do ignoto bardo, à base de provas concretas (o inumerável robato filho a declamar).

II – Do tempo inicial da viuvez, tempo de nojo, do luto fechado, com as memórias de ambições e enganos, de namoro e casamento, da vida matrimonial de Vadinho e Dona Flor, com fichas e dados e a dura espera agora sem esperança (com Edgard Cocô ao violino, Caymmi ao violão e o doutor Wlater da Silveira com sua flauta encantada).

III – Do tempo do luto aliviado, da intimidade da viúva em seu recato e em sua vigília de mulher moça e carente; e de como chegou honrada e mansa, ao segundo matrimónio quando o carrego do defunto já lhe pesava sobre os ombros (com Dona Dinorá na bola de cristal).

IV – Da vida de Dona Flor, em ordem e em paz, sem sobressaltos nem desgostos, com seu segundo e bom marido, no mundo da farmacologia e da música de amadores, brilhando nos salões, e o coro dos vizinhos a lhe recordar sua felicidade (com Doutor Teodoro Madureira num solo de fagote).

V- Da terrível batalha entre o espírito e a matéria, com acontecimentos singulares e pasmosas circunstâncias, possíveis de ocorrer somente na cidade da Bahia, e acredite na narrativa quem quiser (com um coro de atabaques e agogôs e com Exu a tirar uma cantiga de sotaque: Já fechei a porta, Já mandei abrir).